# Anne Dudek
Anne Louise Dudek (ur. 22 marca 1975 w Bostonie) – amerykańska aktorka filmowa i telewizyjna.

## Życiorys
Anne Dudek urodziła się i dorastała w Bostonie, w dzielnicy Newton, i studiowała na Northwestern University. Wyszła za mąż za artystę Matthew Hellera, mają syna Akiva (ur. 14 grudnia 2008) i córkę Saskinę (ur. luty 2012).
Od połowy lat dziewięćdziesiątych (przy Northwestern University) do końca 2001 Dudek pojawiła się w wielu produkcjach teatralnych, także na Broadwayu. Zadebiutowała na Broadwayu w spektaklu Wrong Mountain w 2000. Za występ w Szklanej menażerii dostała Connecticut Critics Circle Award.
Debiutem telewizyjnym Dudek był epizod w Ostrym dyżurze, a pierwszą główną rolą otrzymała w brytyjskim serialu The Book Group. Występowała gościnnie w wielu serialach, były to m.in. Gotowe na wszystko jako Brandi, Jak poznałem waszą matkę jako była dziewczyna Teda, Przyjaciele, Czarodziejki, Kości jako prawniczka, dziewczyna Seeleya Bootha, Wzór i Sześć stóp pod ziemią. Zagrała także Lucinde Barre w pilotażowym odcinku Świrów i nauczycielkę karaną za przestępstwa seksualne w serialu Prawo i porządek: Zbrodniczy zamiar.
W 2003 zagrała córkę Anthony’ego Hopkinsa w Piętnie (debiut kinowy), a w 2004 rolę spadkobierczyni Tiffany Wilson w komedii Agenci bardzo specjalni.
Dudek wystąpiła w dziewiętnastu odcinkach serialu Dr House jako Amber Volakis, jedna z czterdzieściorga lekarzy branych pod uwagę przez dr. House’a do zatrudnienia na stały etat w jego zespole. Wątek jej postaci był kontynuowany do końca sezonu. Dr Volakis umarła w finałowym odcinku czwartego sezonu („Serce Wilsona”). Pod koniec piątego sezonu jej postać powróciła jako wywołana przez leki halucynacja.
Dudek pojawiła się w Mad Men jako sąsiadka Francine Hanson oraz w Trzech na jednego jako jedna z przeciwniczek żony Alby’ego Granta, a także jako siostra głównej bohaterki w serialu Kamuflaż.

## Filmografia
- 2001: Ostry dyżur (ER) jako Paula Gamble, mama Tommy’ego (gościnnie)
- 2002: For the People jako zastępca szeryfa Jennifer Carter
- 2002–2003: The Book Group jako Clare Pettengill
- 2003: Potyczki Amy (Judging Amy) jako Candace Hurley (gościnnie)
- 2003: Sześć stóp pod ziemią (Six Feet Under) jako Allison Williman (gościnnie)
- 2003: Piętno (The Human Stain) jako Lisa Silk
- 2003: Przyjaciele (Friends) jako Precious (gościnnie)
- 2004: Educating Lewis jako Jackie
- 2004: Agenci bardzo specjalni (White Chicks) jako Tiffany Wilson
- 2004: The Naughty Lady jako Sara
- 2004: Gotowe na wszystko (Desperate Housewives) jako Brandi (gościnnie)
- 2004: Prawie doskonali (Less than Perfect) jako Annie (gościnnie)
- 2005: Czarodziejki (Charmed) jako Denise (gościnnie)
- 2005: A Coat of Snow jako Anna Marie
- 2005: Inwazja (Invasion) jako Katie Paxton (gościnnie)
- 2005: Kości (Bones) jako Tessa Jankow (gościnnie)
- 2005, 2010: Jak poznałem waszą matkę (How I Met Your Mother) jako Natalie (gościnnie)
- 2006: W parku (Park) jako Meredith
- 2006: Świry (Psych) jako Lucinda (gościnnie)
- 2006: Dwa światy (10 Items or Less) jako Lorraine
- 2006: Prawo i porządek: Zbrodniczy zamiar (Law & Order: Criminal Intent) jako Danielle McCaskin
- 2006: And Then It Breaks jako przyjaciółka
- 2006–2007: Big Day jako Brittany
- 2007: Wzór (Numb3rs) jako Emmanueline Kirtland
- 2007: Speed Dating jako Amy
- 2007–2011: Trzy na jednego (Big Love) jako Lura Grant
- 2007–2012: Dr House (House, M.D.) jako dr Amber Volakis (4, 5 sezon)
- 2007–2014: Mad Men jako Francine Hanson
- 2009: Castle jako Emma Carnes
- 2010–2012: Kamuflaż (Covert Affairs) jako Danielle Brooks
- 2012: Touch jako Allegra
- 2012: Prywatna praktyka (Private Practice) jako Lori
- 2012: Zabójcze umysły (Criminal Minds) jako Emma Kerrigan
- 2012: Mentalista (The Mentalist) jako Sloan Dietz
- 2013: Shadow People (alternatywny tytuł The Door) jako Ellen
- 2013: Masters of Sex jako Rosalie
- 2013: Santa Switch jako Linda Ryebeck
- 2014: Grimm jako Vera Gates
- 2014: Chirurdzy (Grey's Anatomy) jako Elise Castor
- 2014: Zabójczy instynkt (Those Who Kill) jako Benedicte Schaeffer
- 2016: The Good Neighbor jako Elise
- 2016: MiddleMan jako Grail
- 2016: Her Last Will jako Patricia
- 2016-2017: Magicy (The Magicians) jako Pearl Sunderland
- 2017: Flash jako Tracy Brand